# Hervé Picart
Pour les articles homonymes, voir Picart.
Hervé Picart (né en 1952) est journaliste musical, musicien et écrivain français. Il est notamment l'auteur de la série de romans policiers L'Arcamonde, parue aux éditions Le Castor astral.

## Biographie
Né en 1952 dans le nord de la France, dans la région de Douai, il fait ses études secondaires au lycée d'État de garçons de Douai. Hervé Picart est diplômé de l’École normale supérieure de la rue d’Ulm, agrégé de lettres classiques, il s’est spécialisé dans la rhétorique française, le latin et le grec et il est professeur de latin et de grec.
Il a également exercé dans la critique musicale pour le magazine Best où il a contribué à la promotion du rock progressif - et notamment du rock de Canterbury - puis du hard rock.
Il a également été le guitariste et un des compositeurs du groupe Ose et est l’un des deux membres et auteurs-compositeurs-interprètes de l’album Ektakröm Killer sous le nom de Video Liszt. Ces deux formations musicales évoluent dans le style de rock progressif et de synthpop aux côtés de Richard Pinhas.

## Discographie
- Ose
  - 1978 : Adonia LP
  - 1978 : Retour Sur Adonia SP
- Video Liszt
  - 1980 : Ektakröm Killer LP
  - 1981 : Photoflex / Fade In Hong Kong SP